# Victrex
Koordinaten: 53° 53′ 8,9″ N, 2° 59′ 59,5″ W
Victrex ist ein britischer Hersteller von Hochleistungs-Polymeren. Er entstand 1993 per Management-Buy-out aus dem Polyetheretherketon-Geschäft der damaligen ICI.
Victrex stellt Polymere in Pulver- und Granulatform sowie Folien, Rohre und Beschichtungen aus Polyetheretherketon (PEEK) her. Die Produktionskapazität für Polyetheretherketon (PEEK) bzw. Polyetherketone (PAEK) betrug im Jahr 2016 kumuliert 7.150 t.
Das Unternehmen ist an der Londoner Börse gelistet und Teil des FTSE 250 Index.